# وایتراکس (یوتا)
وایتراکس (به انگلیسی: Whiterocks) یک منطقهٔ مسکونی در ایالات متحده آمریکا است که در شهرستان یینتا، یوتا واقع شده‌است. وایتراکس ۶٫۱ کیلومتر مربع مساحت و ۳۴۱ نفر جمعیت دارد و ۱٬۸۳۹ متر بالاتر از سطح دریا واقع شده‌است.